# Lista de presidentes do Brasil por idade ao chegar à presidência
Esta é uma lista de presidentes do Brasil por idade ao chegar à presidência, ordenada conforme a idade em dias na data em que tomaram posse. Ela compreende todas as pessoas que assumiram a presidência, incluindo os que o fizeram de facto ou interinamente, e estão presentes na lista da Biblioteca da Presidência da República.
Aqueles que constituíram as juntas militares de 1930 e 1969 são listados em itálico e sem numeração, dado que não foram presidentes do Brasil de forma isolada. Júlio Prestes e Tancredo Neves também constam na lista por estarem presentes de forma separada na lista da Biblioteca da Presidência da República; contudo, por não terem tomado posse, não possuem numeração. Pedro Aleixo, vice-presidente e substituto legal em caso de afastamento do presidente, foi impedido de assumir seu cargo pela junta militar de 1969, mas por força da Lei deve constar como ex-presidente da República. O segundo mandato de Rodrigues Alves também não é contabilizado, visto que ele morreu antes de tomar posse. Os dois períodos de Getúlio Vargas, Ranieri Mazzilli e Lula da Silva são listados e numerados separadamente, uma vez que governaram dois mandatos não consecutivos, tendo duas datas de posse consideradas.
O presidente com a data de posse mais antiga é Deodoro da Fonseca, que a tomou em 15 de novembro de 1889, há 135 anos e 171 dias (49 479 dias); o que tomou posse há menos tempo é Luiz Inácio Lula da Silva, em 1.º de janeiro de 2023, portanto há 2 anos e 124 dias. Itamar Franco possui a data de posse mais tardia, 29 de dezembro. Novembro é o mês em que mais presidentes brasileiros tomaram posse: quatorze. O dia 15 é aquele no qual mais presidentes tomaram posse: dezesseis. A diferença de tempo entre a primeira e a última posse de um presidente é de 133 anos, 1 mês e 15 dias (48 624 dias).
As idades da lista são calculadas a partir da diferença entre as datas de nascimento e posse. Se fossem contados os dias do calendário de cada período, todos os presidentes teriam seu número de dias apresentado acrescido em uma unidade. A média de idade dos presidentes à data de posse é de 21 197 dias, o que corresponde a aproximadamente 58 anos e 13 dias. O presidente mais velho a assumir a presidência foi Luiz Inácio Lula da Silva, em seu terceiro mandato, aos 77 anos, 2 meses e 5 dias, enquanto que o mais novo a fazê-lo foi Fernando Collor, aos 40 anos, 7 meses e 3 dias.

## Lista dos presidentes

### Lista dos presidentes que exerceram o cargo
| Nº  | Presidente                | Nascimento              | Data da posse          | Idade na posse              | Data do fim do mandato | Idade no fim do mandato     | Tempo no cargo              | Tempo vivido após a presidência                                    | Tempo de vida           | Tempo de vida               | Ref.   |
| Nº  | Presidente                | Nascimento              | Data da posse          | Idade na posse              | Data do fim do mandato | Idade no fim do mandato     | Tempo no cargo              | Tempo vivido após a presidência                                    | Morte                   | Idade                       | Ref.   |
| --- | ------------------------- | ----------------------- | ---------------------- | --------------------------- | ---------------------- | --------------------------- | --------------------------- | ------------------------------------------------------------------ | ----------------------- | --------------------------- | ------ |
| 01  | Deodoro da Fonseca        | 5 de agosto de 1827     | 15 de novembro de 1889 | 62 anos, 3 meses e 10 dias  | 23 de novembro de 1891 | 64 anos, 3 meses e 18 dias  | 2 anos e 8 dias             | 9 meses                                                            | 23 de agosto de 1892    | 65 anos e 18 dias           | [ 3 ]  |
| 02  | Floriano Peixoto          | 30 de abril de 1839     | 23 de novembro de 1891 | 52 anos, 6 meses e 24 dias  | 15 de novembro de 1894 | 55 anos, 6 meses e 16 dias  | 2 anos, 11 meses e 23 dias  | 7 meses e 14 dias                                                  | 29 de junho de 1895     | 56 anos, 1 mês e 30 dias    | [ 4 ]  |
| 03  | Prudente de Morais        | 4 de outubro de 1841    | 15 de novembro de 1894 | 53 anos, 1 mês e 11 dias    | 15 de novembro de 1898 | 57 anos, 1 mês e 11 dias    | 4 anos                      | 4 anos e 18 dias                                                   | 3 de dezembro de 1902   | 61 anos, 1 mês e 29 dias    | [ 5 ]  |
| 04  | Campos Sales              | 15 de fevereiro de 1841 | 15 de novembro de 1898 | 57 anos e 9 meses           | 15 de novembro de 1902 | 61 anos e 9 meses           | 4 anos                      | 10 anos, 7 meses e 13 dias                                         | 28 de junho de 1913     | 72 anos, 4 meses e 13 dias  | [ 6 ]  |
| 05  | Rodrigues Alves           | 7 de julho de 1848      | 15 de novembro de 1902 | 54 anos, 4 meses e 8 dias   | 15 de novembro de 1906 | 58 anos, 4 meses e 8 dias   | 4 anos                      | 12 anos, 2 meses e 1 dia                                           | 16 de janeiro de 1919   | 70 anos, 6 meses e 9 dias   | [ 7 ]  |
| 06  | Afonso Pena               | 30 de novembro de 1847  | 15 de novembro de 1906 | 58 anos, 11 meses e 16 dias | 14 de junho de 1909    | 61 anos, 6 meses e 15 dias  | 2 anos, 6 meses e 30 dias   | nenhum dia (morreu no cargo)                                       | 14 de junho de 1909     | 61 anos, 6 meses e 15 dias  | [ 8 ]  |
| 07  | Nilo Peçanha              | 2 de outubro de 1867    | 14 de junho de 1909    | 41 anos, 8 meses e 12 dias  | 15 de novembro de 1910 | 43 anos, 1 mês e 13 dias    | 1 ano, 5 meses e 1 dia      | 13 anos, 4 meses e 16 dias                                         | 31 de março de 1924     | 56 anos, 5 meses e 29 dias  | [ 9 ]  |
| 08  | Hermes da Fonseca         | 12 de maio de 1855      | 15 de novembro de 1910 | 55 anos, 6 meses e 3 dias   | 15 de novembro de 1914 | 59 anos, 6 meses e 3 dias   | 4 anos                      | 8 anos, 9 meses e 25 dias                                          | 9 de setembro de 1923   | 68 anos, 3 meses e 28 dias  | [ 10 ] |
| 09  | Venceslau Brás            | 26 de fevereiro de 1868 | 15 de novembro de 1914 | 46 anos, 8 meses e 20 dias  | 15 de novembro de 1918 | 50 anos, 8 meses e 20 dias  | 4 anos                      | 47 anos e 6 meses                                                  | 15 de maio de 1966      | 98 anos, 2 meses e 19 dias  | [ 11 ] |
| 010 | Delfim Moreira            | 7 de novembro de 1868   | 15 de novembro de 1918 | 50 anos e 8 dias            | 28 de julho de 1919    | 50 anos, 8 meses e 21 dias  | 8 meses e 13 dias           | 11 meses e 3 dias                                                  | 1 de julho de 1920      | 51 anos, 7 meses e 24 dias  | [ 12 ] |
| 011 | Epitácio Pessoa           | 23 de maio de 1865      | 28 de julho de 1919    | 54 anos, 2 meses e 5 dias   | 15 de novembro de 1922 | 57 anos, 5 meses e 23 dias  | 3 anos, 3 meses e 18 dias   | 19 anos, 2 meses e 29 dias                                         | 13 de fevereiro de 1942 | 76 anos, 8 meses e 21 dias  | [ 13 ] |
| 012 | Artur Bernardes           | 8 de agosto de 1875     | 15 de novembro de 1922 | 47 anos, 3 meses e 7 dias   | 15 de novembro de 1926 | 51 anos, 3 meses e 7 dias   | 4 anos                      | 28 anos, 4 meses e 8 dias                                          | 23 de março de 1955     | 79 anos, 7 meses e 15 dias  | [ 14 ] |
| 013 | Washington Luís           | 26 de outubro de 1869   | 15 de novembro de 1926 | 57 anos e 20 dias           | 24 de outubro de 1930  | 60 anos, 11 meses e 28 dias | 3 anos, 11 meses e 9 dias   | 26 anos, 9 meses e 11 dias                                         | 4 de agosto de 1957     | 87 anos, 9 meses e 9 dias   | [ 15 ] |
| 014 | Getúlio Vargas            | 19 de abril de 1882     | 3 de novembro de 1930  | 48 anos, 6 meses e 15 dias  | 29 de outubro de 1945  | 63 anos, 6 meses e 10 dias  | 14 anos, 11 meses e 26 dias | 5 anos, 3 meses e 2 dias (da renúncia em 1945 até a posse em 1951) | 24 de agosto de 1954    | 72 anos, 4 meses e 5 dias   | [ 16 ] |
| 015 | José Linhares             | 28 de janeiro de 1886   | 29 de outubro de 1945  | 59 anos, 9 meses e 1 dia    | 31 de janeiro de 1946  | 60 anos e 3 dias            | 3 meses e 2 dias            | 10 anos, 11 meses e 26 dias                                        | 26 de janeiro de 1957   | 70 anos, 11 meses e 29 dias | [ 17 ] |
| 016 | Eurico Gaspar Dutra       | 18 de maio de 1883      | 31 de janeiro de 1946  | 62 anos, 8 meses e 13 dias  | 31 de janeiro de 1951  | 67 anos, 8 meses e 13 dias  | 5 anos                      | 23 anos, 4 meses e 11 dias                                         | 11 de junho de 1974     | 91 anos e 24 dias           | [ 18 ] |
| 017 | Getúlio Vargas            | 19 de abril de 1882     | 31 de janeiro de 1951  | 68 anos, 9 meses e 12 dias  | 24 de agosto de 1954   | 72 anos, 4 meses e 5 dias   | 3 anos, 6 meses e 24 dias   | nenhum dia (morreu no cargo)                                       | 24 de agosto de 1954    | 72 anos, 4 meses e 5 dias   | [ 16 ] |
| 018 | Café Filho                | 3 de fevereiro de 1899  | 24 de agosto de 1954   | 55 anos, 6 meses e 21 dias  | 8 de novembro de 1955  | 56 anos, 9 meses e 5 dias   | 1 ano, 2 meses e 15 dias    | 14 anos, 3 meses e 12 dias                                         | 20 de fevereiro de 1970 | 71 anos e 17 dias           | [ 19 ] |
| 019 | Carlos Luz                | 4 de agosto de 1894     | 8 de novembro de 1955  | 61 anos, 3 meses e 4 dias   | 11 de novembro de 1955 | 61 anos, 3 meses e 7 dias   | 3 dias                      | 5 anos, 2 meses e 29 dias                                          | 9 de fevereiro de 1961  | 66 anos, 6 meses e 5 dias   | [ 20 ] |
| 020 | Nereu Ramos               | 3 de setembro de 1888   | 11 de novembro de 1955 | 67 anos, 2 meses e 8 dias   | 31 de janeiro de 1956  | 67 anos, 4 meses e 28 dias  | 2 meses e 20 dias           | 2 anos, 4 meses e 16 dias                                          | 16 de junho de 1958     | 69 anos, 9 meses e 13 dias  | [ 21 ] |
| 021 | Juscelino Kubitschek      | 12 de setembro de 1902  | 31 de janeiro de 1956  | 53 anos, 4 meses e 19 dias  | 31 de janeiro de 1961  | 58 anos, 4 meses e 19 dias  | 5 anos                      | 15 anos, 6 meses e 22 dias                                         | 22 de agosto de 1976    | 73 anos, 11 meses e 10 dias | [ 22 ] |
| 022 | Jânio Quadros             | 25 de janeiro de 1917   | 31 de janeiro de 1961  | 44 anos e 6 dias            | 25 de agosto de 1961   | 44 anos e 7 meses           | 6 meses e 25 dias           | 30 anos, 5 meses e 22 dias                                         | 16 de fevereiro de 1992 | 75 anos e 22 dias           | [ 23 ] |
| 023 | Ranieri Mazilli           | 27 de abril de 1910     | 25 de agosto de 1961   | 51 anos, 3 meses e 29 dias  | 7 de setembro de 1961  | 51 anos, 4 meses e 11 dias  | 13 dias                     | 2 anos, 6 meses e 26 dias                                          | 21 de abril de 1975     | 64 anos, 11 meses e 25 dias | [ 24 ] |
| 024 | João Goulart              | 1 de março de 1919      | 8 de setembro de 1961  | 42 anos, 6 meses e 7 dias   | 2 de abril de 1964     | 45 anos, 1 mês e 1 dia      | 2 anos, 6 meses e 25 dias   | 12 anos, 8 meses e 4 dias                                          | 6 de dezembro de 1976   | 57 anos, 9 meses e 5 dias   | [ 25 ] |
| 025 | Ranieri Mazilli           | 27 de abril de 1910     | 2 de abril de 1964     | 53 anos, 11 meses e 6 dias  | 15 de abril de 1964    | 53 anos, 11 meses e 19 dias | 13 dias                     | 11 anos e 6 dias                                                   | 21 de abril de 1975     | 64 anos, 11 meses e 25 dias | [ 24 ] |
| 026 | Humberto Castelo Branco   | 20 de setembro de 1897  | 15 de abril de 1964    | 66 anos, 6 meses e 26 dias  | 15 de março de 1967    | 69 anos, 5 meses e 23 dias  | 2 anos e 11 meses           | 4 meses e 3 dias                                                   | 18 de julho de 1967     | 69 anos, 9 meses e 28 dias  | [ 26 ] |
| 027 | Artur da Costa e Silva    | 3 de outubro de 1899    | 15 de março de 1967    | 67 anos, 5 meses e 12 dias  | 31 de agosto de 1969   | 69 anos, 10 meses e 28 dias | 2 anos, 5 meses e 16 dias   | 3 meses e 16 dias                                                  | 17 de dezembro de 1969  | 70 anos, 2 meses e 14 dias  | [ 27 ] |
| 028 | Emílio Garrastazu Médici  | 4 de dezembro de 1905   | 30 de outubro de 1969  | 63 anos, 10 meses e 26 dias | 15 de março de 1974    | 68 anos, 3 meses e 11 dias  | 4 anos, 4 meses e 13 dias   | 11 anos, 6 meses e 24 dias                                         | 9 de outubro de 1985    | 79 anos, 10 meses e 5 dias  | [ 28 ] |
| 029 | Ernesto Geisel            | 3 de agosto de 1907     | 15 de março de 1974    | 66 anos, 7 meses e 12 dias  | 15 de março de 1979    | 71 anos, 7 meses e 12 dias  | 5 anos                      | 17 anos, 5 meses e 28 dias                                         | 12 de setembro de 1996  | 89 anos, 1 mês e 9 dias     | [ 29 ] |
| 030 | João Figueiredo           | 15 de janeiro de 1918   | 15 de março de 1979    | 61 anos e 2 meses           | 15 de março de 1985    | 67 anos e 2 meses           | 6 anos                      | 14 anos, 9 meses e 9 dias                                          | 24 de dezembro de 1999  | 81 anos, 11 meses e 9 dias  | [ 30 ] |
| 031 | José Sarney               | 24 de abril de 1930     | 15 de março de 1985    | 54 anos, 10 meses e 19 dias | 15 de março de 1990    | 59 anos, 10 meses e 19 dias | 5 anos                      | 35 anos, 1 mês e 20 dias                                           | (vivo)                  | 95 anos e 11 dias           | [ 31 ] |
| 032 | Fernando Collor           | 12 de agosto de 1949    | 15 de março de 1990    | 40 anos, 7 meses e 3 dias   | 29 de dezembro de 1992 | 43 anos, 4 meses e 17 dias  | 2 anos, 9 meses e 14 dias   | 32 anos, 4 meses e 6 dias                                          | (vivo)                  | 75 anos, 8 meses e 23 dias  | [ 32 ] |
| 033 | Itamar Franco             | 28 de junho de 1929     | 29 de dezembro de 1992 | 63 anos, 6 meses e 1 dia    | 1 de janeiro de 1995   | 65 anos, 6 meses e 4 dias   | 2 anos e 3 dias             | 16 anos, 6 meses e 1 dia                                           | 2 de julho de 2011      | 82 anos e 4 dias            | [ 33 ] |
| 034 | Fernando Henrique Cardoso | 18 de junho de 1931     | 1 de janeiro de 1995   | 63 anos, 6 meses e 14 dias  | 1 de janeiro de 2003   | 71 anos, 6 meses e 14 dias  | 8 anos                      | 22 anos, 4 meses e 4 dias                                          | (vivo)                  | 93 anos, 10 meses e 17 dias | [ 34 ] |
| 035 | Luiz Inácio Lula da Silva | 27 de outubro de 1945   | 1 de janeiro de 2003   | 57 anos, 2 meses e 5 dias   | 1 de janeiro de 2011   | 65 anos, 2 meses e 5 dias   | 8 anos                      | 12 anos (do fim do 2º mandato até o começo do 3º)                  | (vivo)                  | 79 anos, 6 meses e 8 dias   | [ 35 ] |
| 036 | Dilma Rousseff            | 14 de dezembro de 1947  | 1 de janeiro de 2011   | 63 anos e 18 dias           | 31 de agosto de 2016   | 68 anos, 8 meses e 17 dias  | 5 anos, 7 meses e 30 dias   | 8 anos, 8 meses e 4 dias                                           | (viva)                  | 77 anos, 4 meses e 21 dias  | [ 36 ] |
| 037 | Michel Temer              | 23 de setembro de 1940  | 31 de agosto de 2016   | 75 anos, 11 meses e 8 dias  | 1 de janeiro de 2019   | 78 anos, 3 meses e 9 dias   | 2 anos, 4 meses e 1 dia     | 6 anos, 4 meses e 4 dias                                           | (vivo)                  | 84 anos, 7 meses e 12 dias  | [ 37 ] |
| 038 | Jair Bolsonaro            | 21 de março de 1955     | 1 de janeiro de 2019   | 63 anos, 9 meses e 11 dias  | 1 de janeiro de 2023   | 67 anos, 9 meses e 11 dias  | 4 anos                      | 2 anos, 4 meses e 4 dias                                           | (vivo)                  | 70 anos, 1 mês e 14 dias    | [ 38 ] |
| 039 | Luiz Inácio Lula da Silva | 27 de outubro de 1945   | 1 de janeiro de 2023   | 77 anos, 2 meses e 5 dias   | (em exercício)         | (em exercício)              | 2 anos, 4 meses e 4 dias    | (em exercício)                                                     | (vivo)                  | 79 anos, 6 meses e 8 dias   | [ 35 ] |
| Nº  | Presidente                | Nascimento              | Data da posse          | Idade na posse              | Data do fim do mandato | Idade no fim do mandato     | Tempo no cargo              | Tempo vivido após a presidência                                    | Morte                   | Idade                       | Ref.   |
| Nº  | Presidente                | Nascimento              | Data da posse          | Idade na posse              | Data do fim do mandato | Idade no fim do mandato     | Tempo no cargo              | Tempo vivido após a presidência                                    | Tempo de vida           |                             | Ref.   |

### Lista incluindo juntas e presidentes não empossados
Em parênteses, ordem desconsiderando membros de juntas.
| #  | OH | Presidente                                   | Data de nascimento      | Data da posse          | IP (em anos, meses e dias)  | Ref.          |
| -- | -- | -------------------------------------------- | ----------------------- | ---------------------- | --------------------------- | ------------- |
| 1  | 39 | Luiz Inácio Lula da Silva (terceiro governo) | 27 de outubro de 1945   | 1 de janeiro de 2023   | 77 anos, 2 meses e 5 dias   | [ nota 1 ]    |
| 2  | 37 | Michel Temer                                 | 23 de setembro de 1940  | 31 de agosto de 2016   | 75 anos, 11 meses e 8 dias  | [ 37 ] [ 39 ] |
| 3  | 17 | Getúlio Vargas (quarto governo)              | 19 de abril de 1882     | 31 de janeiro de 1951  | 68 anos, 9 meses e 12 dias  | [ 40 ] [ 41 ] |
| 4  | 27 | Artur da Costa e Silva                       | 3 de outubro de 1899    | 15 de março de 1967    | 67 anos, 5 meses e 12 dias  | [ 27 ]        |
| 5  | 20 | Nereu Ramos                                  | 3 de setembro de 1888   | 11 de novembro de 1955 | 67 anos, 2 meses e 8 dias   | [ 21 ]        |
| 6  | 29 | Ernesto Geisel                               | 3 de agosto de 1907     | 15 de março de 1974    | 66 anos, 7 meses e 12 dias  | [ 29 ]        |
| 7  | 26 | Castelo Branco                               | 20 de setembro de 1897  | 15 de abril de 1964    | 66 anos, 6 meses e 26 dias  | [ 24 ]        |
| 8  | —  | Augusto Rademaker                            | 11 de maio de 1905      | 31 de agosto de 1969   | 64 anos, 3 meses e 20 dias  | [ 42 ]        |
| 9  | 28 | Emílio Garrastazu Médici                     | 4 de dezembro de 1905   | 30 de outubro de 1969  | 63 anos, 10 meses e 26 dias | [ 28 ]        |
| 10 | —  | Aurélio de Lira Tavares                      | 7 de novembro de 1905   | 31 de agosto de 1969   | 63 anos, 9 meses e 24 dias  | [ 43 ]        |
| 11 | 38 | Jair Bolsonaro                               | 21 de março de 1955     | 1 de janeiro de 2019   | 63 anos, 9 meses e 11 dias  | [ 38 ]        |
| 12 | 34 | Fernando Henrique Cardoso                    | 18 de junho de 1931     | 1 de janeiro de 1995   | 63 anos, 6 meses e 14 dias  | [ 34 ]        |
| 13 | 33 | Itamar Franco                                | 28 de junho de 1929     | 29 de dezembro de 1992 | 63 anos, 6 meses e 1 dia    | [ 33 ]        |
| 14 | —  | Márcio de Sousa Melo                         | 26 de maio de 1906      | 31 de agosto de 1969   | 63 anos, 3 meses e 5 dias   | [ 44 ]        |
| 15 | 36 | Dilma Rousseff                               | 14 de dezembro de 1947  | 1 de janeiro de 2011   | 63 anos e 18 dias           | [ 36 ]        |
| 16 | 16 | Eurico Gaspar Dutra                          | 18 de maio de 1883      | 31 de janeiro de 1946  | 62 anos, 8 meses e 13 dias  | [ 18 ]        |
| 17 | 1  | Deodoro da Fonseca                           | 5 de agosto de 1827     | 15 de novembro de 1889 | 62 anos, 3 meses e 10 dias  | [ 3 ]         |
| 18 | 19 | Carlos Luz                                   | 4 de agosto de 1894     | 8 de novembro de 1955  | 61 anos, 3 meses e 5 dias   | [ 20 ]        |
| 19 | 30 | João Figueiredo                              | 15 de janeiro de 1918   | 15 de março de 1979    | 61 anos e 2 meses           | [ 30 ]        |
| 20 | —  | Augusto Tasso Fragoso                        | 28 de agosto de 1869    | 24 de outubro de 1930  | 61 anos, 1 mês e 26 dias    | [ 45 ]        |
| 21 | 15 | José Linhares                                | 28 de janeiro de 1886   | 29 de outubro de 1945  | 59 anos, 9 meses e 1 dia    | [ 17 ]        |
| 22 | 6  | Afonso Pena                                  | 30 de novembro de 1847  | 15 de novembro de 1906 | 58 anos, 11 meses e 15 dias | [ 8 ]         |
| 23 | 4  | Campos Sales                                 | 15 de fevereiro de 1841 | 15 de novembro de 1898 | 57 anos e 9 meses           | [ 6 ]         |
| 24 | 35 | Luiz Inácio Lula da Silva (primeiro governo) | 27 de outubro de 1945   | 1 de janeiro de 2003   | 57 anos, 2 meses e 5 dias   | [ 35 ]        |
| 25 | 13 | Washington Luís                              | 26 de outubro de 1869   | 15 de novembro de 1926 | 57 anos e 20 dias           | [ 15 ]        |
| 26 | —  | Isaías de Noronha                            | 6 de julho de 1874      | 24 de outubro de 1930  | 56 anos, 3 meses 18 dias    | [ 46 ]        |
| 27 | —  | João Mena Barreto                            | 30 de julho de 1874     | 24 de outubro de 1930  | 56 anos, 2 meses e 24 dias  | [ 47 ]        |
| 28 | 18 | Café Filho                                   | 3 de fevereiro de 1899  | 24 de agosto de 1954   | 55 anos, 6 meses e 20 dias  | [ 19 ]        |
| 29 | 8  | Hermes da Fonseca                            | 12 de maio de 1855      | 15 de novembro de 1910 | 55 anos, 6 meses e 3 dias   | [ 10 ]        |
| 30 | 31 | José Sarney                                  | 24 de abril de 1930     | 15 de março de 1985    | 54 anos, 10 meses e 19 dias | [ 31 ]        |
| 31 | 5  | Rodrigues Alves                              | 7 de julho de 1848      | 15 de novembro de 1902 | 54 anos, 4 meses e 8 dias   | [ 7 ]         |
| 32 | 11 | Epitácio Pessoa                              | 23 de maio de 1865      | 28 de julho de 1919    | 54 anos, 2 meses e 5 dias   | [ 13 ]        |
| 33 | 25 | Ranieri Mazzilli (segundo governo)           | 27 de abril de 1910     | 2 de abril de 1964     | 53 anos, 11 meses e 6 dias  | [ 24 ]        |
| 34 | 21 | Juscelino Kubitschek                         | 12 de setembro de 1902  | 31 de janeiro de 1956  | 53 anos, 4 meses e 19 dias  | [ 22 ]        |
| 35 | 3  | Prudente de Morais                           | 4 de outubro de 1841    | 15 de novembro de 1894 | 53 anos, 1 mês e 11 dias    | [ 5 ]         |
| 36 | 2  | Floriano Peixoto                             | 30 de abril de 1839     | 23 de novembro de 1891 | 52 anos, 6 meses e 24 dias  | [ 4 ]         |
| 37 | 23 | Ranieri Mazzilli (primeiro governo)          | 27 de abril de 1910     | 25 de agosto de 1961   | 51 anos, 3 meses e 28 dias  | [ 24 ]        |
| 38 | 10 | Delfim Moreira                               | 7 de novembro de 1868   | 15 de novembro de 1918 | 50 anos e 8 dias            | [ 12 ]        |
| 39 | 14 | Getúlio Vargas (primeiro governo)            | 19 de abril de 1882     | 3 de novembro de 1930  | 48 anos, 6 meses e 15 dias  | [ 40 ] [ 41 ] |
| 40 | 12 | Artur Bernardes                              | 8 de agosto de 1875     | 15 de novembro de 1922 | 47 anos, 3 meses e 7 dias   | [ 14 ]        |
| 41 | 9  | Venceslau Brás                               | 26 de fevereiro de 1868 | 15 de novembro de 1914 | 46 anos, 8 meses e 20 dias  | [ 11 ]        |
| 42 | 22 | Jânio Quadros                                | 25 de janeiro de 1917   | 31 de janeiro de 1961  | 44 anos e 6 dias            | [ 23 ]        |
| 43 | 24 | João Goulart                                 | 1 de março de 1918      | 7 de setembro de 1961  | 43 anos, 6 meses e 6 dias   | [ 48 ]        |
| 44 | 7  | Nilo Peçanha                                 | 2 de outubro de 1867    | 14 de junho de 1909    | 41 anos, 8 meses e 12 dias  | [ 9 ]         |
| 45 | 32 | Fernando Collor                              | 12 de agosto de 1949    | 15 de março de 1990    | 40 anos, 7 meses e 3 dias   | [ 32 ]        |
| —  | —  | Júlio Prestes                                | 15 de março de 1882     | —                      | —                           | [ 49 ]        |
| —  | —  | Pedro Aleixo                                 | 1 de agosto de 1901     | —                      | —                           | [ 50 ]        |
| —  | —  | Tancredo Neves                               | 4 de março de 1910      | —                      | —                           | [ 51 ]        |

### Posses em mandatos consecutivos do mesmo período
- Deodoro da Fonseca (segundo governo): 26 de novembro de 1891; 64 anos, 3 meses e 21 dias;
- Getúlio Vargas (segundo governo): 20 de julho de 1934; 52 anos, 3 meses e 1 dia;
- Getúlio Vargas (terceiro governo): 10 de novembro de 1937; 55 anos, 6 meses e 20 dias;
- Fernando Henrique Cardoso (segundo governo): 1 de janeiro de 1999; 67 anos, 6 meses e 14 dias;
- Lula (segundo governo): 1 de janeiro de 2007; 61 anos, 2 meses e 5 dias;
- Dilma (segundo governo): 1 de janeiro de 2015; 67 anos e 18 dias.